# The Expedition
The Expedition es el primer álbum en vivo de la banda Kamelot. Fue lanzado en octubre del 2000 a través de Noise Records. Las últimas tres canciones no son en vivo - "We Three Kings" y "One Day" son materiales adicionales del álbum Siege Perilous, y "We Are Not Separate" es una regrabada versión de una canción del álbum Dominion y fue originalmente planeada para el álbum The Fourth Legacy.

## Lista de canciones

### "Intro / Until Kingdom Come"
1. «Expedition»
2. «The Shadow of Uther»
3. «Millennium»
4. «A Sailorman's Hymn»
5. «The Fourth Legacy»
6. «Call of the Sea»
7. «Desert Reign» / «Nights of Arabia»
8. «We Three Kings»
9. «One Day»
10. «We Are Not Separate»

## Personal

### Miembros de la banda
- Roy Khan - Cantante
- Thomas Youngblood - Guitarrista
- Glenn Barry - Bajista
- Casey Grillo - Baterista
- Günter Werno - Pianista invitado

## Producción
- Grabado por Sascha Paeth de los conciertos en Alemania y Gracia en abril del 2000.
- Mezclado y masterizado por Sascha Paeth en los estudios Pathway Studios, Wolfsburg, Alemania.
- Asistentes en el hotel: Ralf Schindler, Thomas Kuschewski, Bonni "Q-ryched!" Bilski.
- Tracks 9 y 10 grabados en 1998 en los estudios Morrisound Studios, Tampa, Florida - Diseñado por Howard Helm. Teclados por Howard Helm.
- Track 11 grabado en el 2000 en los estudios Pathway Studios Wolfsburg, Alemania. - Diseñado por Sascha Paeth. Teclados por by Miro.
- Introducción por Hans Zimmer (9.10 s – 10:04 s de "Rocket Away" de la pista de sonido de la película The Rock).
- Fotos POR Axel Jusseit, Claudia Ehrhardt, Edwin Van Hoof y Kamelot.
- Mapas Antiguos: © Photo Essentials.
- Ilustraciones y diseños por Maren/Noise Graphics.
- Fotos de la portada por Axel Jusseit.

- Datos: Q1754257